# Gorgán
Gorgán (Gorgan, perzsa nyelven: گرگان) korábban Astrabad vagy Astarabad (استرآباد) Gulisztán tartomány fővárosa Iránban. A Kaszpi-tenger közelében fekszik. A 2006. évi népszámláláskor lakossága 269.226 fő, 73.702 családban.

## Nevének eredete
A modern perzsa Gorgān (گرگان) szó a közép-perzsa Gurgān (𐭢𐭥𐭫𐭢𐭠𐭭) -ből származik, ó-perzsa nyelven Varkāna (𐎺𐎼𐎣𐎠𐎴), a kaszpi-tengeri délkeleti Achaemenid satrapy (a mai Gulisztán tartomány egésze, valamint néhány keleti rész a Mazandarán tartomány és a mai Türkmenisztán néhány déli része), ami a görög forrásokban, mint Hyrcania (Ὑρκανία), Hyrcani vagy Hyrcana tükröződik. A régiót az Avesta mint Vəhrkāna néven is említi. A név a proto-iráni szó * vrka-, azaz a "farkas", vagy újperzsa nyelven "farkasok földje".
A poszt-iszlám Perzsiában a város Jurjān (جرجان) néven ismert, mely a perzsa szó arabizált formája.
A modern időkben 1937-ig a város Astarābād vagy Estarābād (استرآباد) néven volt ismert, amely Ester-ābād (Esther városa) néven is értelmezhető, és  I. Khsajársá perzsa király feleségére, Estherre utal.

## Története
Gorgan közelében számos régészeti lelőhely található, többek között az újkőkori Tureng Tepe és Shah Tepe. A környék további fontos neolitikus helyszínei: Yarim Tepe, Sang-i Chaxmaq. 
A közeli Shahroud-síkságon is sok hasonló helyszín található.
Hyrcania nagy Cyrus (Kr.e. 559-530) alatt az Akhaimenida Birodalom részévé vált, alapítója vagy utódja Cambyses (ie 530-522) uralkodása idején.
Gorgan Nagyfalát, mely a világ második legnagyobb védelmi fala volt, a pártus és szásszanida korszak alatt építették. A szasszanidák idején "Gurgan" egy város, tartományi főváros és tartomány neve is volt.
Gurgan Zoroastriai államként továbbra is megtartotta függetlenségét még akkor is, miután Perzsiát a nyolcadik században meghódították a támadó arab muzulmánok.
1210-ben a város meghódította és elbocsátotta a grúz Királyság hadseregét a Mkhargrdzeli testvérek parancsnoksága alatt. A 13. században a tatár invázió idején a "régi Gorgan" elpusztult, és a régió központja átkerült az úgynevezett "Asztarabad"-hoz, amelyet ma Gorgan néven neveznek.
Gorgant a környező régiókkal együtt néha a Parthus (Nagy Khorasan) vagy a Tabarisztán régiók részének tekintették. Asztarabad fontos politikai és vallási város volt a Kádzsár-dinasztia idején.

## Földrajza és éghajlata
A széles (Dasht-e Gorgan) Gorgan-síkság a város északi részén helyezkedik el, földrajzilag 37 ° 00 '- 37 ° 30' északi szélesség és 54 ° 00 '- 54 ° 30' keleti hosszúság 1700 négyzetkilométer (660 nm).
Körülbelül Gorgántől 150 km-rel keletre van a Gulisztán Nemzeti Park, amely Irán állatvilága nagy részét uralja.
Gorgán klímája mediterrán. Gulisztán éghajlata általában mérsékelt és nedves, amit "mérsékelt kaszpi-éghajlatnak" neveznek. Az ilyen éghajlat mögötti tényleges tényezők: Alborz-hegység, hegyek iránya, a terület magassága, szomszédság a tengerig, növényzet felszíne, helyi szél, magasság és időjárás. A fenti tényezők következtében három különböző éghajlat létezik a régióban: közepes mérsékelt, hegyvidéki és félszáraz. Gorgan-völgyben félig-száraz éghajlat van. Az éves átlagos hőmérséklet 17,7 °C (63,9 °F) és az éves csapadékmennyiség 601 mm (23,7 hüvelyk).

## Nevezetességek
- Imamzadeh Nur-mauzóleum - a 15. századból való.